# Janet Rowley

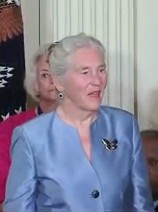
Janet Rowley bei der Verleihung der Presidential Medal of Freedom, 2009.

Janet Davison Rowley (* 5. April 1925 in New York City; † 17. Dezember 2013 in Chicago) war eine US-amerikanische Hämatologin und Professorin an der University of Chicago.

## Leben
Janet Rowley erwarb 1946 einen Bachelor und 1948 einen M.D. an der University of Chicago. Als Forschungsassistentin arbeitete sie an einer Klinik für behinderte Kinder am Cook County Hospital in Chicago, wo sie begann, sich für Zytogenetik zu interessieren. Als Post-Doktorandin arbeitete sie 1961/1962 und 1970/1971 an der Oxford University. Als Mutter konnte sie nur Teilzeit arbeiten; trotzdem erhielt sie 1969 eine erste Professur (Associate Professor) und 1978 eine ordentliche Professur an der University of Chicago. Bis ins hohe Alter blieb sie wissenschaftlich aktiv als Autorin zahlreicher wissenschaftlicher Publikationen. Für ihre wissenschaftlichen Aktivitäten erhielt sie zahlreiche Ehrungen (s. u.).
1948 heiratete Janet Davidson Donald A. Rowley. Aus der Ehe gingen vier Söhne hervor. Am 17. Dezember 2013 starb Janet Rowley 88-jährig an den Folgen eines Ovarialkarzinoms.

## Wirken
Rowley konnte 1972 nachweisen, dass das Philadelphia-Chromosom – eine genetische Auffälligkeit bei bestimmten Leukämien – durch eine Translokation des Hauptteils des langen Arms von Chromosom 9 nach Chromosom 22 zustande kommt. Sie war damit eine Vorreiterin der Erforschung der Zytogenetik in der Onkologie. Rowley bemühte sich stets um eine Umsetzung von Erkenntnissen der Grundlagenmedizin aus dem Labor in die klinische Praxis und war damit eine der Protagonistinnen der translationalen Medizin.

## Auszeichnungen (Auswahl)
- 1984 Mitgliedschaft in der National Academy of Sciences
- 1988 König-Faisal-Preis[2]
- 1989 Charles S. Mott Prize[3]
- 1991 Mitgliedschaft in der American Academy of Arts and Sciences[4]
- 1991 William Allan Award
- 1993 Mitgliedschaft in der American Philosophical Society[5]
- 1996 Gairdner Foundation International Award[6]
- 1998 National Medal of Science[7]
- 1998 Albert Lasker Award for Clinical Medical Research[8]
- 2003 Benjamin Franklin Medal der American Philosophical Society
- 2009 Presidential Medal of Freedom[9]
- 2009 Gruber-Preis für Genetik[10]
- 2010 „Award for Lifetime Achievement in Cancer Research“ der AACR
- 2010 Jessie Stevenson Kovalenko Medal
- 2010 Pearl Meister Greengard Prize
- 2012 Japan-Preis[11]
- 2013 Albany Medical Center Prize[12]